# Polling im Innkreis
Polling im Innkreis är en ort och kommun  i Österrike. Den ligger i distriktet Braunau am Inn i förbundslandet Oberösterreich, 230 kilometer väster om huvudstaden Wien. 
Kommunen består av åtta orter (Ortschaften) (inom parentes invånarantal 1 januari 2024):

- Aigelsberg (56)
- Altenaichet (30)
- Graham (22)
- Holzerding (34)
- Imolkam (199)
- Ornading (94)
- Polling im Innkreis (501)
- Remoneuberg (54)